# 新橋 (花街)

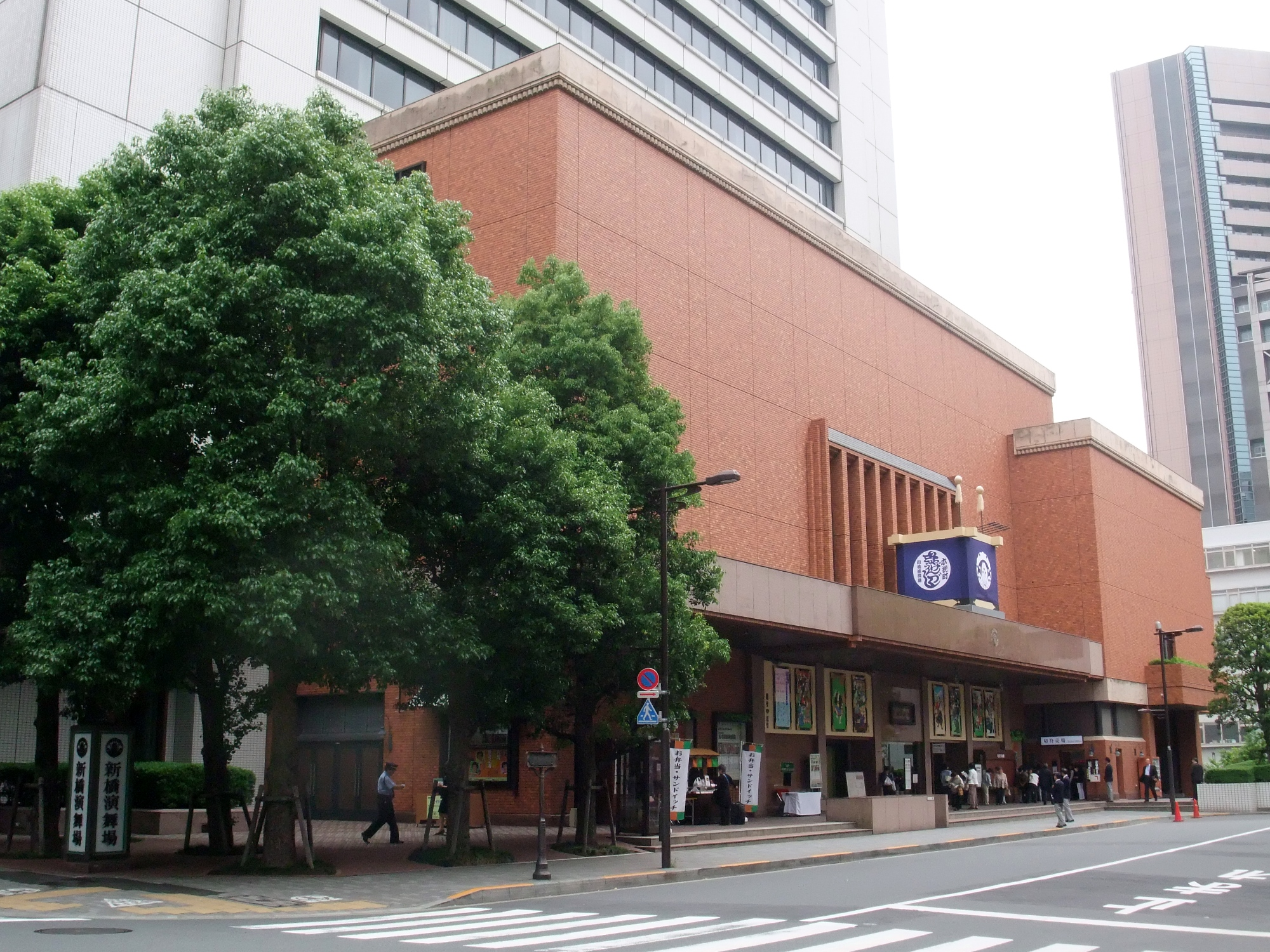
新橋演舞場

花街としての新橋（しんばし）は、現在の東京都中央区銀座における花街である。「芸の新橋」と呼ばれ、日本各地の花柳界からも一目置かれている。

## 略歴・概要
始まりは1857年（安政4年）、現在の銀座八丁目付近に三味線の師匠が開業した料理茶屋が始まりだといわれる。当時、新橋の芸者（芸妓）能楽太夫の名にちなみ「金春芸者」（こんばるげいしゃ）と呼ばれていた。「金春新道」沿いに粋な家屋が明治初年まで立ち並んでいた。
新橋界隈は各藩の大名屋敷から距離的に都合の良い場所にあったため、公儀の役人や他藩の客人との接待・外交の場として利用され、座興として芸事を教えていた女師匠が座敷に招かれて芸を披露していた。その中のひとりの常磐津文字和佐が、当時老中だった太田資始に、自分たちが芸事を披露すると同時に客人たちへの酌や給仕をすることを許可してもらえるように願い出て認められたことから、新橋芸者のスタイルが確立された。武士達は、しばしば贔屓の芸者に料亭選びの段階から宴会の裁量を任せたため、お客を連れてくる芸者は敬意の対象となった。
明治に入り、江戸期からの花街柳橋とともに「柳新二橋」と称し、人気の花街となった。明治期に新政府高官が新橋をひいきにしたのは、東京の花柳界では新橋は新興であり、伊藤博文、板垣退助らが同地に集った。当時の名妓には板垣に落籍された小清（こせい）などがいる。
大正期になると芸者の技芸の向上に取り組んだ。1925年（大正14年）に新橋演舞場の杮落とし公演として『東をどり』を初演、中村喜春、まり千代などといった名妓を輩出した。
昭和中期には最盛期を迎え、芸者約400名を擁していた。高度経済成長期、石油ショック以後には料亭、芸者数が減り、2007年（平成19年）現在、料亭12軒、芸者70名である。同年は「新橋芸者発祥150周年」が祝われた。
現在の港区新橋には「新橋南地」（別名、「烏森」）という花街があった。元は本項「新橋」と一緒であったが、その後に分離し、現存しない。

## おもな料亭
現存するおもな「新橋」の料亭の一覧である。
- 金田中 - 銀座七丁目18番17号
- 新喜楽 - 築地四丁目6番7号
- 松山 - 銀座七丁目16番18号
- 米村 - 銀座七丁目17番18号
- わのふ - 築地四丁目2番10号